# سینیمائه
سینیمائه (به لاتین: Sinimäe) یک منطقهٔ مسکونی در استونی است که در دهستان وایوارا واقع شده‌است. سینیمائه ۳۱۹ نفر جمعیت دارد.